# Mittelstetten
Mittelstetten település Németországban, azon belül Bajorországban. Lakosainak száma 1727 fő (2023. december 31.). Mittelstetten Oberschweinbach és Hattenhofen községekkel határos.

## Népesség
A település népessége az elmúlt években az alábbi módon változott:
| Lakosok száma | 537  | 774  | 673  | 1294 | 1631 | 1672 | 1686 | 1673 | 1700 | 1727 |
|               | 1875 | 1950 | 1975 | 1987 | 2012 | 2014 | 2016 | 2017 | 2021 | 2023 |